# Осадчий, Яков Павлович
Я́ков Па́влович Оса́дчий (9 [22] октября 1901, Кривой Рог, Херсонская губерния — 6 февраля 1977, Челябинск) — советский хозяйственный деятель, директор ПНТЗ (1938—1954), директор ЧТПЗ (1956—1977). Герой Социалистического Труда (1966).

## Биография
Родился 9 (22) октября 1901 года в местечке Кривой Рог (ныне в Днепропетровской области Украины).
После окончания Всесоюзной промышленной академии в Москве был назначен заместителем директора металлургического завода в Таганроге, в 1938 году — директором ПНТЗ, где он встретил начало войны. Член ВКП(б) с 1925 года.
В 1956 году назначен директором ЧТПЗ. Под его руководством на заводе развернулась огромная стройка — реконструировались старые цеха, строились новые, он стал первым заводом-производителем труб большого диаметра в СССР (в связи с Карибским кризисом против СССР ввели экономические санкции, и, в частности, Германия перестала поставлять трубы большого диаметра)</ref>.
В 1966 году за заслуги коллектив ЧТПЗ был отмечен орденом Ленина.
Яков Павлович не забывал и о быте рабочих: при нём был построен санаторий-профилакторий «Изумруд» и детский лагерь «Еланчик».
Людям, с которыми работал Осадчий, он запомнился железной хваткой, твёрдой верой в рабочее ремесло, неизменной справедливостью. Иную характеристику дал Осадчему в период его работы в Первоуральске его бывший подчинённый Виктор Кравченко (один из первых советских «невозвращенцев») в своей книге «Я выбрал свободу»: «Осадчий был типичным экземпляром заводского руководителя в нашей стране. Политик в нём всегда преобладал над инженером. Официальное одобрение интересовало его больше, чем действительная продукция; рекорды более, чем качество. То, чего ему не хватало в технических познаниях, он более чем уравновешивал „важными связями“ в соответствующих инстанциях. Это был сибарит с большой склонностью к свердловским девушкам».
Делегат XXIII—XXV съездов КПСС. Депутат Верховного Совета РСФСР.
Умер 6 февраля 1977 года в Челябинске, где и похоронен на Успенском кладбище.

### Семья
Сын, Владимир Яковлевич Осадчий (31 июля 1928 — 11 декабря 2022) — профессор, доктор технических наук, лауреат Государственной премии СССР, премии Правительства РФ и премии имени М. Л. Миля, заслуженный деятель науки и техники РФ, почётный работник высшего образования.

## Награды
- Медаль «Серп и Молот» (1966);
- четырежды Орден Ленина (1942, 1945, 1958, 1966);
- орден Октябрьской Революции (1971);
- трижды орден Трудового Красного Знамени (1943, 1948, 1973);
- Ленинская премия (1963) — за создание типового высокоскоростного агрегата непрерывной печной сварки труб;
- Сталинская премия 1-й степени (1943) — за коренное усовершенствование технологии производства миномётных труб и деталей боеприпасов (премия была передана коллективом лауреатов в Фонд обороны);
- Сталинская премия 3-й степени (1951) — за освоение производства труб из нержавеющей стали;
- Почётный гражданин Челябинска (12.10.1971);
- медали.

## Память
- 26 октября 2001 года в Челябинске, на жилом доме по улице Тимирязева, 29, где в 1957—1977 годах жил Я. П. Осадчий, была установлена памятная доска[2];
- В 2001 году учреждена именная стипендия Якова Осадчего, которую получают лучшие студенты и аспиранты Московского института стали и сплавов и Южно-Уральского государственного университета[3];
- В 2005 году на площади перед Челябинским трубопрокатным заводом был открыт бронзовый памятник Якову Павловичу Осадчему[3];
- В 2009 году остановка, на которой располагается Челябинский трубопрокатный завод, была переименована в «Площадь Якова Осадчего»;
- Биография Якова Осадчего легла в основу кинофильма «Ответная мера» Одесской киностудии в 1974 году.